# Kanthal

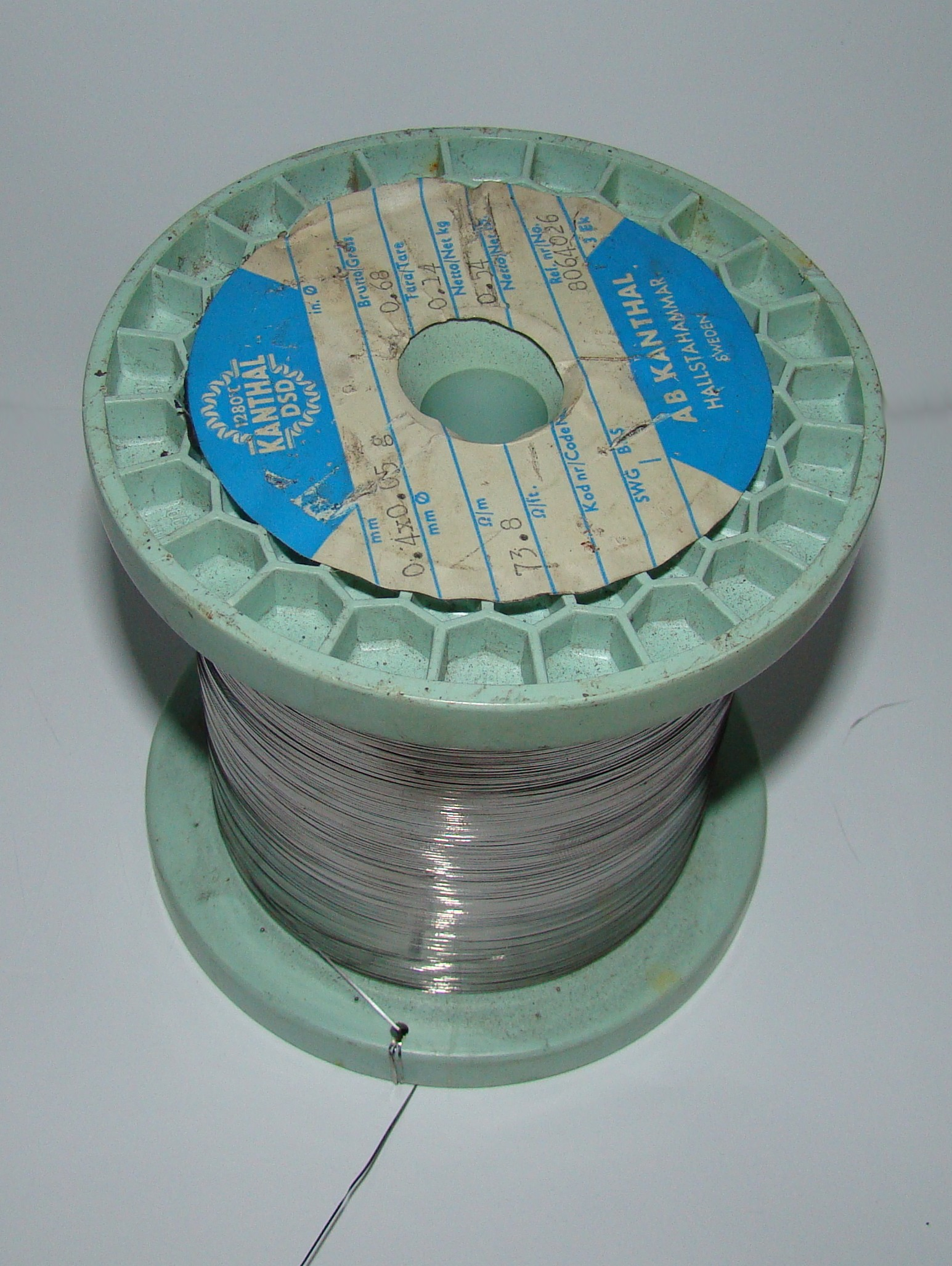
Filo resistivo in Kanthal

Kanthal è il marchio di fabbrica di una famiglia di leghe ferro-cromo-alluminio (FeCrAl) utilizzate in una vasta gamma di applicazioni di resistenza e alte temperature. Le leghe Kanthal FeCrAl sono costituite principalmente da ferro, cromo (20-30%) e alluminio (4-7,5%). La prima lega Kanthal FeCrAl è stata sviluppata da Hans von Kantzow ad Hallstahammar, in Svezia.
Le leghe sono note per la loro capacità di resistere a temperature elevate e con resistenza elettrica intermedia. Grazie a queste caratteristiche, viene spesso utilizzato in elementi riscaldanti.
Il marchio Kanthal è di proprietà di Sandvik Intellectual Property AB.
Per il riscaldamento, la resistenza dev'essere esposta all'aria. La lega Kanthal FeCrAl forma uno strato protettivo di ossido di alluminio (allumina). L'ossido di alluminio ha un'elevata conduttività termica ma è un isolante elettrico, pertanto potrebbero essere necessarie tecniche speciali per realizzare buoni collegamenti elettrici.
La lega di Khantal standard (FeCrAl) ha un punto di fusione di 1 500 °C (2 730 °F). Speciali tipologie possono essere utilizzate fino a 1 425 °C (2 597 °F).
A seconda della composizione, la resistività è di circa 1,4 μΩ.m e il coefficiente di temperatura è +49 ppm / K.
Kanthal è utilizzato negli elementi riscaldanti per la sua flessibilità, durata e resistenza alla trazione. I suoi usi sono molto diffusi, ad esempio nei tostapane, riscaldatori domestici e industriali, forni e riscaldatori a diffusione (utilizzati nella fabbricazione di silicio cristallino).
Di recente, Kanthal è stato utilizzato nelle resistenze di sigarette elettroniche. A differenza dei tipi di metallo alternativi come Nichrome, Kanthal è abbastanza resistente da sopportare le temperature necessarie, ma abbastanza flessibile ed economico da essere pratico.
Kanthal è prodotto in con misure standard (AWG), sottile se il numero è più alto e sempre più spesso a mano a mano che il numero scende.